# Lex van Deldenbrug
De Lex van Deldenbrug (brug 808) is een vaste brug in Amsterdam-Zuid. De brug is vernoemd naar de componist Lex van Delden, overige straten en pleinen in de buurt kregen ook namen die verwijzen naar componisten. De brug verbindt De Boelelaan met het George Gershwinplein. Ze overspant De Boelegracht, een gracht die noordelijk ligt van een deel van De Boelelaan.
De brug werd geïnitieerd in het kader van de Zuidas en moet dienen als introductie van het deelgebied Gershwin binnen dat project. De brug is ontworpen door Liesbeth van der Pol van Dok-Architecten. Dura Vermeer bouwde de brug in 2012/2013 op een dam die in de gracht was gelegd. Ze kent een paalfundering van buispalen met groutinjectie. De architect liet zich inspireren door de Torensluis, die in het centrum van Amsterdam ligt over de Singel. Ze wilde een brug maken die net als die Torensluis tevens moet dienen tot ontmoetingsplaats, de brug heeft bijvoorbeeld dermate lage en diepe leuningen, zodat die ook tot zitbank kunnen dienen. De brug ligt opvallend in de omgeving; ze ligt als een plein en rustpunt tussen de hoogbouw, die het omringen. Het geheel kreeg een opvallende kleurvoering mee. De beide kades hebben antracietkleurige wegverharding, de brug is daartegen grotendeels bedekt met okergeelkleurig baksteen, dat aansluit in de bebouwing van de omgeving. Voor het roodoranje fietspad haalde de architect haar inspiratie uit het begrip Rode Loper. Die gele en oranjekleur wordt onderbroken door min of meer concentrisch lopende grijze natuurstenen cirkelsegmenten, waarvan het middelpunt tevens het middelpunt vormt van de brug. De brug is zo geconstrueerd dat ze uit het oppervlak van een bol lijkt te zijn gehaald; de brug heeft niet alleen een welving in de lengte, maar ook in de breedte. Die bolling wordt nog geaccentueerd door het lijnenspel in de bestrating. Overigens is niet alleen de bestrating van baksteen, ook de leuningen zijn dat. Er werd voor baksteen gekozen omdat dat materiaal makkelijk te bewerken is tot de gewenste vorm voor die dubbele bolling en de te vormen cirkels.
Niet alleen het uiterlijk is afwijkend van andere bruggen van de stad. Ook de verlichting is afwijkend. De brug wordt verlicht door ledverlichting, die is opgenomen in de balustraden en klinkers van de brug. Door de verlichting in de klinkers wordt het fietspad in schemering en avond duidelijker zichtbaar. De brug is vernoemd naar Van Delden op initiatief van de hoboïst en radio presentator Peter Bree, wiens eerste plaatopname door Van Delden werd besproken in Het Parool.
De brug werd op 8 juli 2014 overgedragen aan Stadsdeel Zuid. In de klinkers werd als gevolg van een misverstand tussen het stadsdeel en centrale stad het nummer 865 uitgespaard. Brug 865 ligt over dezelfde gracht bij de Tomasso Albinonistraat en is dieprood.

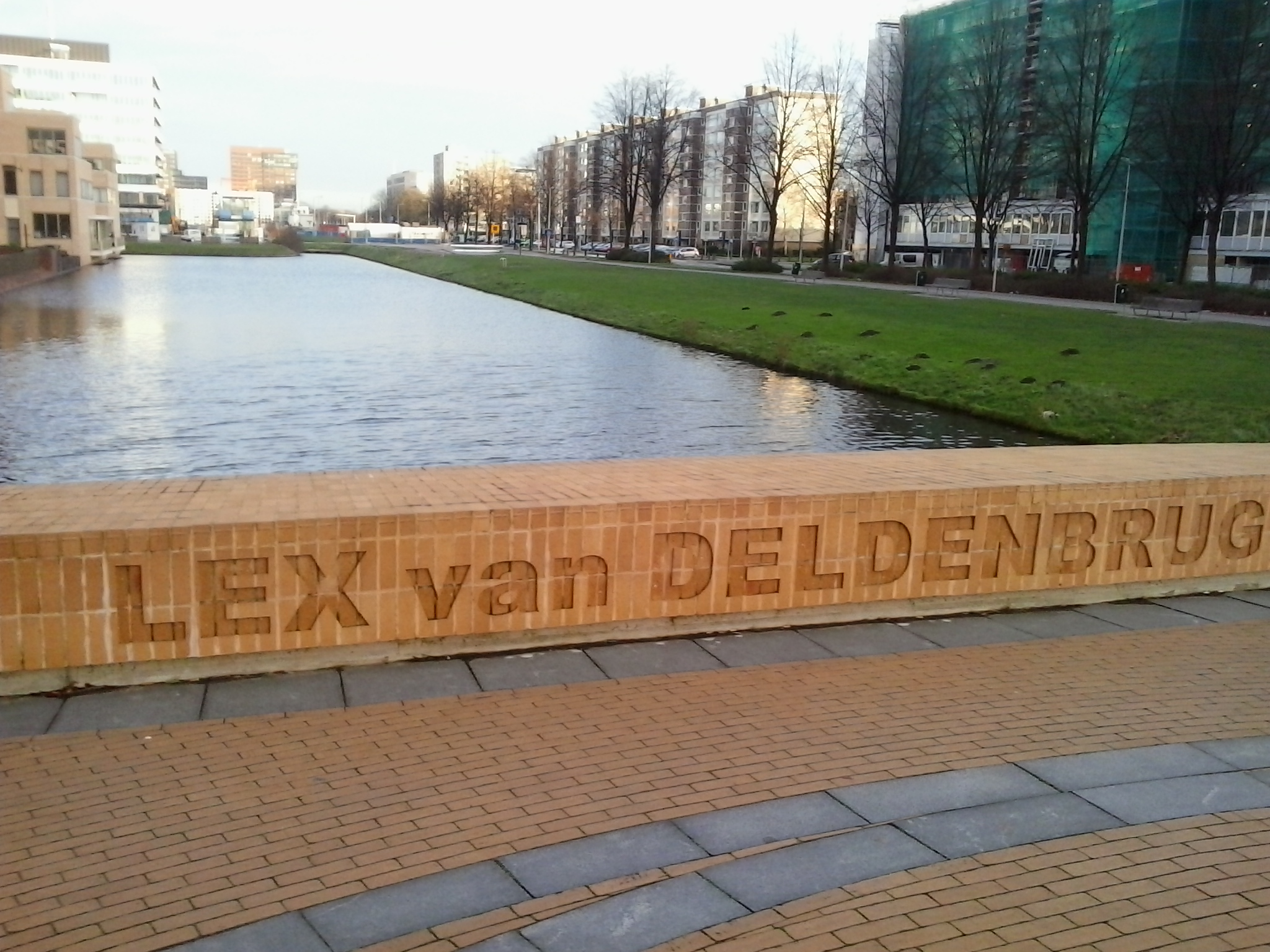
Uitzicht vanaf de Lex van Deldenbrug over De Boelegracht (januari 2016)

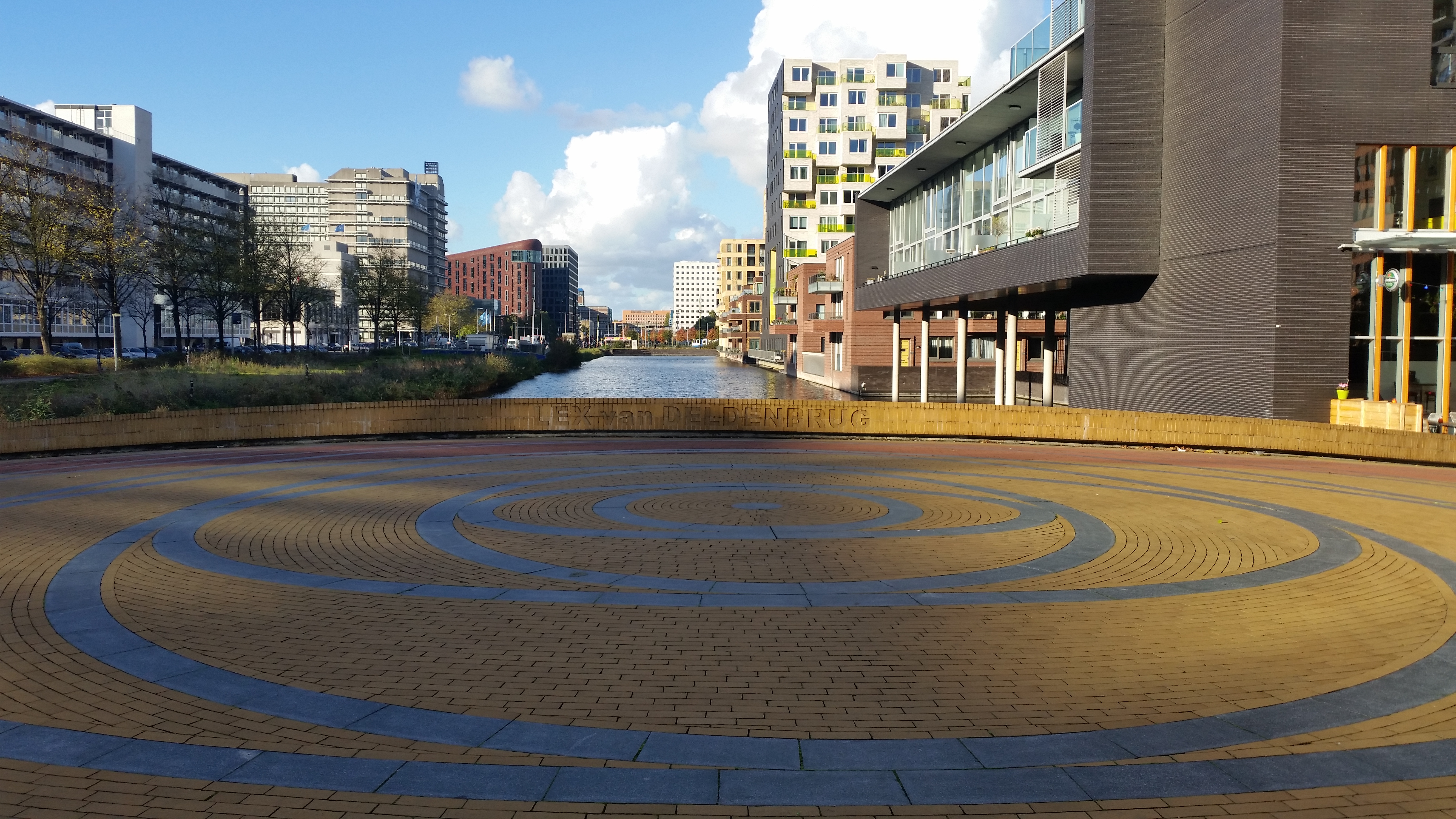
De cirkels op de Lex van Deldenbrug (november 2018)

<<< · 801 · 802 · 803 · 804 · 805 · 808 · 809 · 811 · 812 · 813 · 814 · 815 · 816 · 817 · 818 · 819 · 820 · 821 · 822 · 823 · 824 · 825 · 826 · 827 · 828 · 829 · 830 · 831 · 832 · 833 · 834 · 835 · 836 · 837 · 838 · 839 · 840 · 841 · 842 · 844 · 845 · 846 · 848 · 849 · 850 ·  854 · 856 · 857 · 858 · 859 · 860 · 863 · 864 · 865 · 866 · 867 · 868 · 869 · 870 · 871 · 872 · 873 · 875 · 876 · 877 · 889 · 890 · 891 · 892 · 893 · 895 · 896 · 897 · 898 · 899 · >>>
Brugnummers 800, 806, 807, 810, 843 (gesloopt, Uilenstede, Amstelveen), 847 (Uilenstede, Amstelveen) , 851 (gesloopt, Dirk Sterenberg), 852 (gesloopt, Dirk Sterenberg), 853 (gesloopt, Dirk Sterenberg), 855, 861, 862, 874, 878, 879, 880, 881, 882, 883, 884, 885, 886, 887, 888, 894 zijn niet (meer) vergeven.